# Sly Smith
Pour les articles homonymes, voir Smith.
Sly Smith est un acteur américain né le 8 février 1949 à Chicago, Illinois (États-Unis).

## Filmographie
- 1985 : Stark (TV) : Patrolman
- 1986 : Stark: Meurtres à Las Vegas (Stark: Mirror Image) (TV) : Patrolman
- 1987 : Glory Years (TV)
- 1987 : You Ruined My Life (TV) : Pit Boss
- 1987 : Over the Top : Le Bras de fer (Over the Top) : Redcap
- 1987 : Cherry 2000 : Bartender at Sinker Saloon in Glory Hole
- 1989 : Danger Zone II: Reaper's Revenge : DDA Joe Benavidez
- 1991 : The Entertainers (TV) : Greg
- 1992 : Lune de miel à Las Vegas (Honeymoon in Vegas) : Hotel Guard
- 1994 : Treasure Island: The Adventure Begins (TV) : Chief of Security
- 1994 : MacShayne: Winner Takes All (TV) : Al Barber
- 1995 : Casino : FBI Agent
- 1997 : Les Rapaces (Top of the World) : Fipps
- 1997 : Vacances à Vegas (Vegas Vacation) : Mirage Security Guard
- 2000 : Luckytown : Mario